# Milan Kučan
Milan Kučan (født 14. januar 1941) er en slovensk politiker og statsmand. Han var Sloveniens første præsident efter de blev uafhængige fra Jugoslavien i 1991. Han blev genvalgt i 1997 og afsluttede sin præsidentperiode i 2002.